# 堺筋
堺筋（さかいすじ）は、大阪府大阪市中心部の南北幹線道路。本稿では、都市計画道路堺筋線についても記す。

## 概要
大阪市北区の天神橋1交差点から、大阪市中心部の船場・島之内を縦断して、西成区の天下茶屋東1交差点に至る、全長約6.1kmの南北幹線道路。大阪府道102号恵美須南森町線の大部分を占め、ほぼ全線の地下に地下鉄堺筋線が通っている。かつては堺筋に面して百貨店の三越・白木屋・髙島屋・松坂屋が立地し、大阪一の目抜き通りであったが、1920年代から1930年代にかけて大阪市が御堂筋を新たなメインストリートとして整備・拡張を行い、さらに地下に日本初の公営地下鉄である御堂筋線の建設を行ったことで大阪の中心は堺筋から御堂筋へと移っていった。
天神橋1交差点 - 日本橋3南交差点間は、起点方向への北行き一方通行で全5車線。このため、東側を走る南行き一方通行の松屋町筋と対になっている。日本橋3南交差点 - 天下茶屋東1交差点間は対面通行で、片側2車線の全4車線以上となっている。
島之内となる長堀橋交差点（長堀橋跡） - 日本橋間では長堀橋筋（ながほりばしすじ）、日本橋 - 阪神高速1号環状線えびす町入口（名呉橋跡）間では日本橋筋（にっぽんばしすじ）とも呼ばれる。また、「堺筋」は砂糖の隠語でもある。
都市計画道路堺筋線
「堺筋線」は、大阪市の都市計画道路である。
- 街路番号：Ⅰ.3.10
- 都市計画決定
  - 当初・最新：1950年（昭和25年）3月31日
- 標準計画幅員：22 - 27m
- 計画延長：7,980m
- 起点：北区西天満一丁目（難波橋北詰交差点）
- 終点：西成区玉出東二丁目・住吉区東粉浜一丁目（塚西交差点）

現在は、起点から天下茶屋東1交差点までが堺筋として開通しており、また、終点付近の西成区玉出東の区間も事業は「完了済み」となっている。その間の区間は、未整備であり、事業に取りかかってもいない。

## 歴史

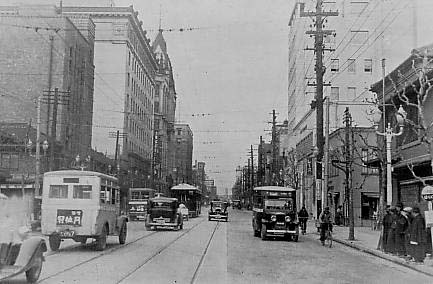
堺筋（1930年代）
左手に大阪野村銀行と白木屋が見える

和歌山へ至る紀州街道の一部区間に当たり、江戸時代の船場において堺へ出る道であったことから堺筋と呼ばれ定着した。当時から人通りが多く、南北方向のメインストリートであったが、大川には架橋されていなかった。大川以北からの人通りは大川に難波橋が架かる一筋西の難波橋筋に流れ込むようになっており、難波橋筋は西宮へ至る中国街道の一部区間に当たる。江戸時代の大坂は東西方向の道路が主で、従である南北方向の道路は3.3間幅しかなく、南へ延びる堺筋と北へ延びる難波橋筋とで繁栄を二分していた。
堺筋は1908年（明治41年）に日本橋3交差点 - 恵美須交差点間が拡幅され、大阪市電南北線が敷設された。次いで、1912年（明治45年）に北浜1交差点 - 日本橋3交差点間が12間（約21.8m）に拡幅され、大阪市電堺筋線が敷設された。この際、大川北岸の天満へ向けて、難波橋に市電を通す計画に対して反対運動が起こった。そのため、1915年（大正4年）に堺筋に新・難波橋（現在の橋）が架けられ、天神橋1交差点 - 北浜1交差点間には大阪市電天神橋西筋線が敷設された。以降、旧：難波橋が撤去された難波橋筋は裏筋化の一途をたどり、以前の難波橋筋の役割が加わった堺筋は人通りが倍増した。
1917年（大正6年）には三越が高麗橋2丁目（現・高麗橋1丁目）、1921年（大正10年）には白木屋が備後町2丁目、1922年（大正11年）には髙島屋が長堀橋筋1丁目（現・島之内1丁目）、1925年（大正14年）には松坂屋が日本橋筋3丁目（現・日本橋3丁目）でそれぞれ堺筋に面して店を構えるなど、堺筋は大正時代に繁栄を極めていた。しかし、1937年（昭和12年）に梅田 - 難波間を24間幅で結び、地下には大阪市営地下鉄御堂筋線が通る御堂筋が竣工する。商業施設はいち早く、一般企業の多くも戦後御堂筋へ移転し、メインストリートとしての地位も御堂筋へ移った。
市電は1960年代には姿を消し、1969年（昭和44年）に大阪市営地下鉄堺筋線が開通。1970年（昭和45年）から交通渋滞緩和のため、上述の北行き一方通行が開始された。

## 地理

### 交差する道路
| 交差する道路 西← 堺筋 →東                      | 交差する道路 西← 堺筋 →東           | 交差点・ランプ      | 交差点・ランプ | 交差点・ランプ |
| ---------------------------------------------- | ----------------------------------- | ------------------- | -------------- | -------------- |
| 天神橋筋 （南森町・農人橋方面）                |                                     |                     |                |                |
| 扇町バイパス                                   | N/A                                 | 菅原町              | 大阪府大阪市   | 北区           |
| 都計本庄西天満線 （新御堂筋 南森町ランプ方面） | N/A                                 | 西天満1東           | 大阪府大阪市   | 北区           |
| 阪神高速1号環状線                              | N/A                                 | 北浜出口            | 大阪府大阪市   | 北区           |
| 中之島通                                       | N/A                                 | 難波橋              | 大阪府大阪市   | 北区           |
| 土佐堀通 大阪府道168号石切大阪線               | 土佐堀通 大阪府道168号石切大阪線    | 北浜1               | 大阪府大阪市   | 中央区         |
| 本町通 市道本町左専道線                        | 本町通 市道本町左専道線             | 本町1               | 大阪府大阪市   | 中央区         |
| 中央大通 市道築港深江線                        | 中央大通 市道築港深江線             | 船場中央1 久太郎町1 | 大阪府大阪市   | 中央区         |
| 長堀通 国道308号                               | 長堀通 国道308号                    | 長堀橋              | 大阪府大阪市   | 中央区         |
| 千日前通 府道702号大阪枚岡奈良線               | 千日前通 府道702号大阪枚岡奈良線    | 日本橋1             | 大阪府大阪市   | 中央区         |
| N/A                                            | 都計難波足代線 （夕陽丘出入口方面） | 日本橋3南           | 大阪府大阪市   | 中央区         |
| 阪神高速1号環状線                              | N/A                                 | えびす町入口        | 大阪府大阪市   | 浪速区         |
| 国道25号                                       | 国道25号                            | 恵美須              | 大阪府大阪市   | 浪速区         |
| 都計尼崎平野線                                 | 都計尼崎平野線                      | 太子                | 大阪府大阪市   | 西成区         |
| 市道阿倍野木津川線                             | 市道阿倍野木津川線                  | 天下茶屋東1         | 大阪府大阪市   | 西成区         |

### 沿線
北区
- 天神橋筋商店街

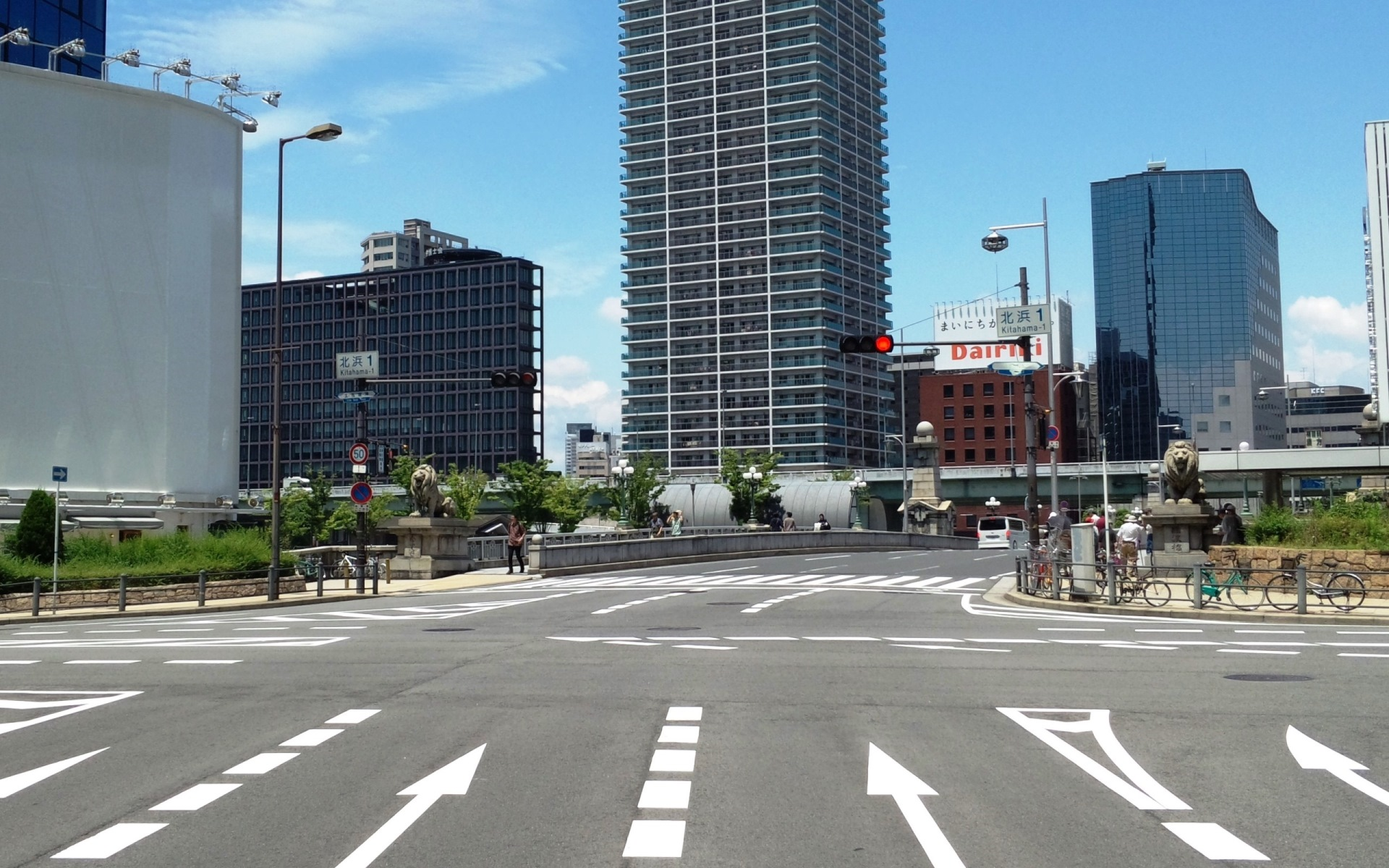
北浜1交差点（難波橋南詰）
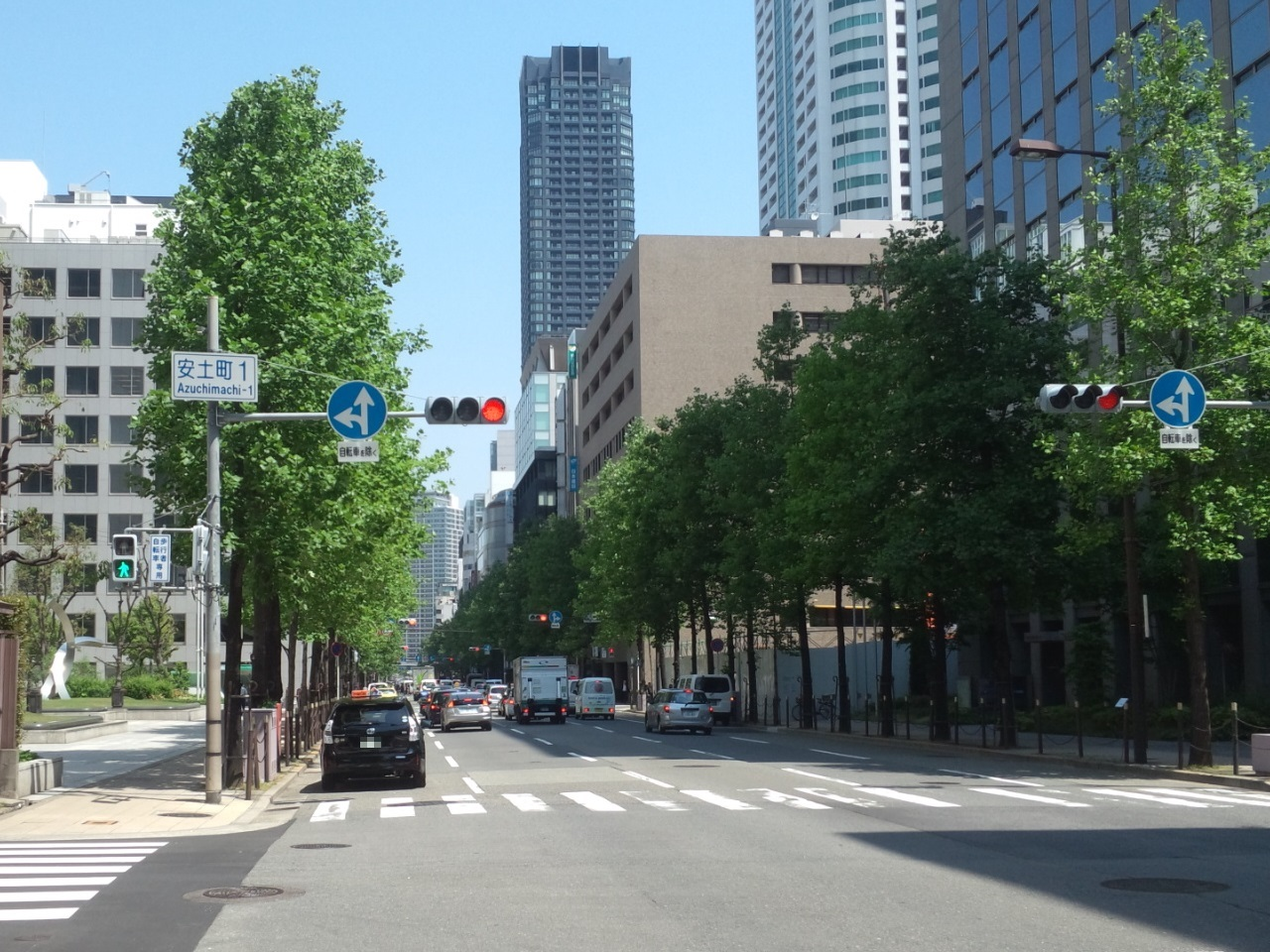
日本一の最高層マンション「北浜タワー」を望む
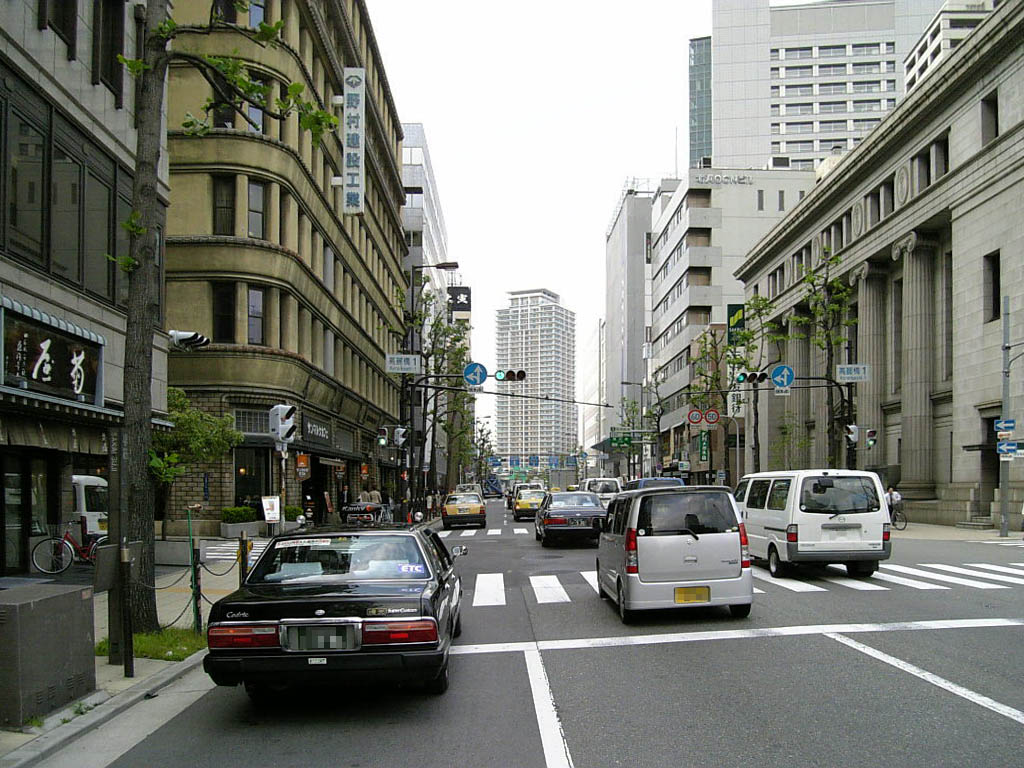
高麗橋1交差点より北浜を望む
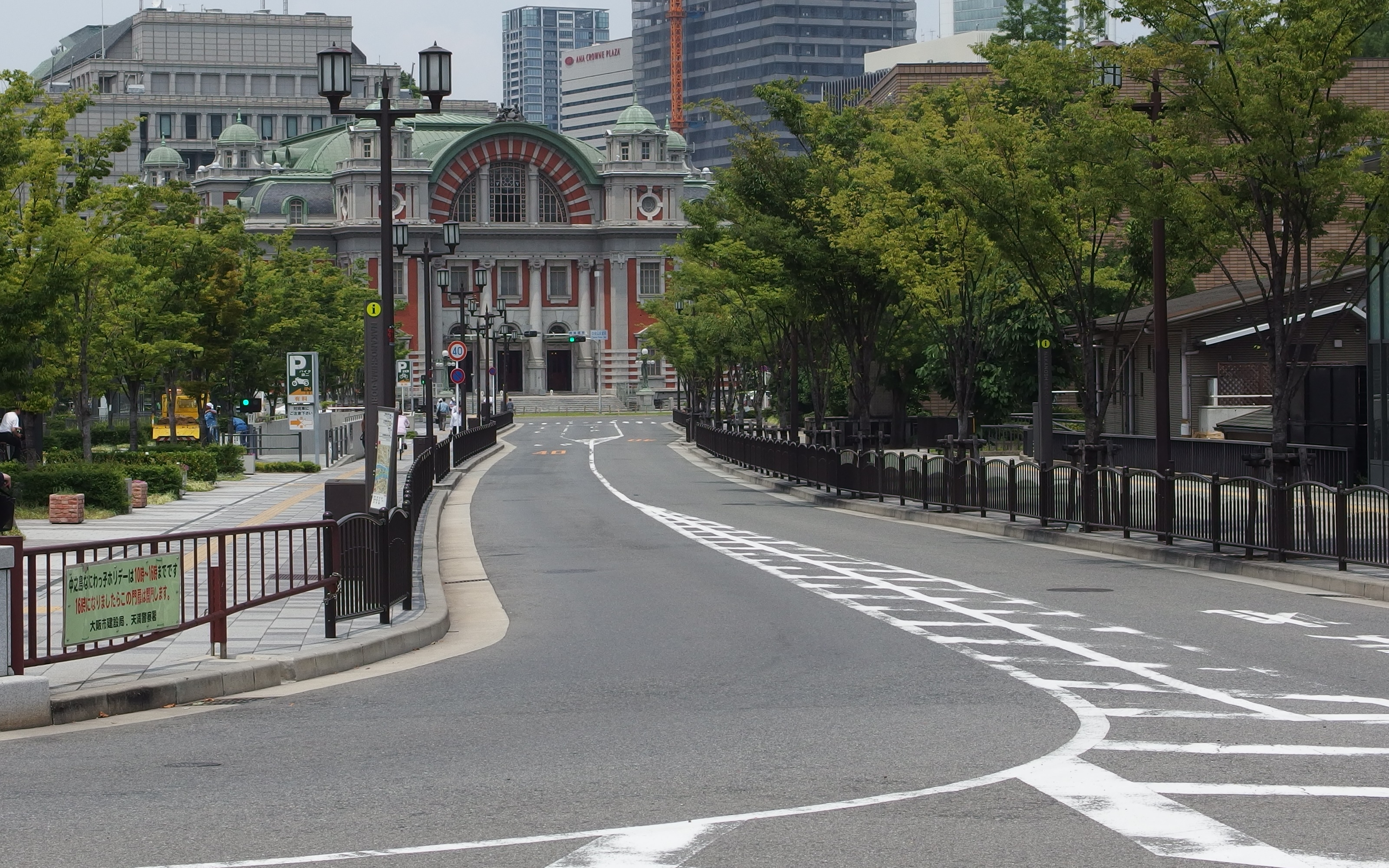
中之島公園
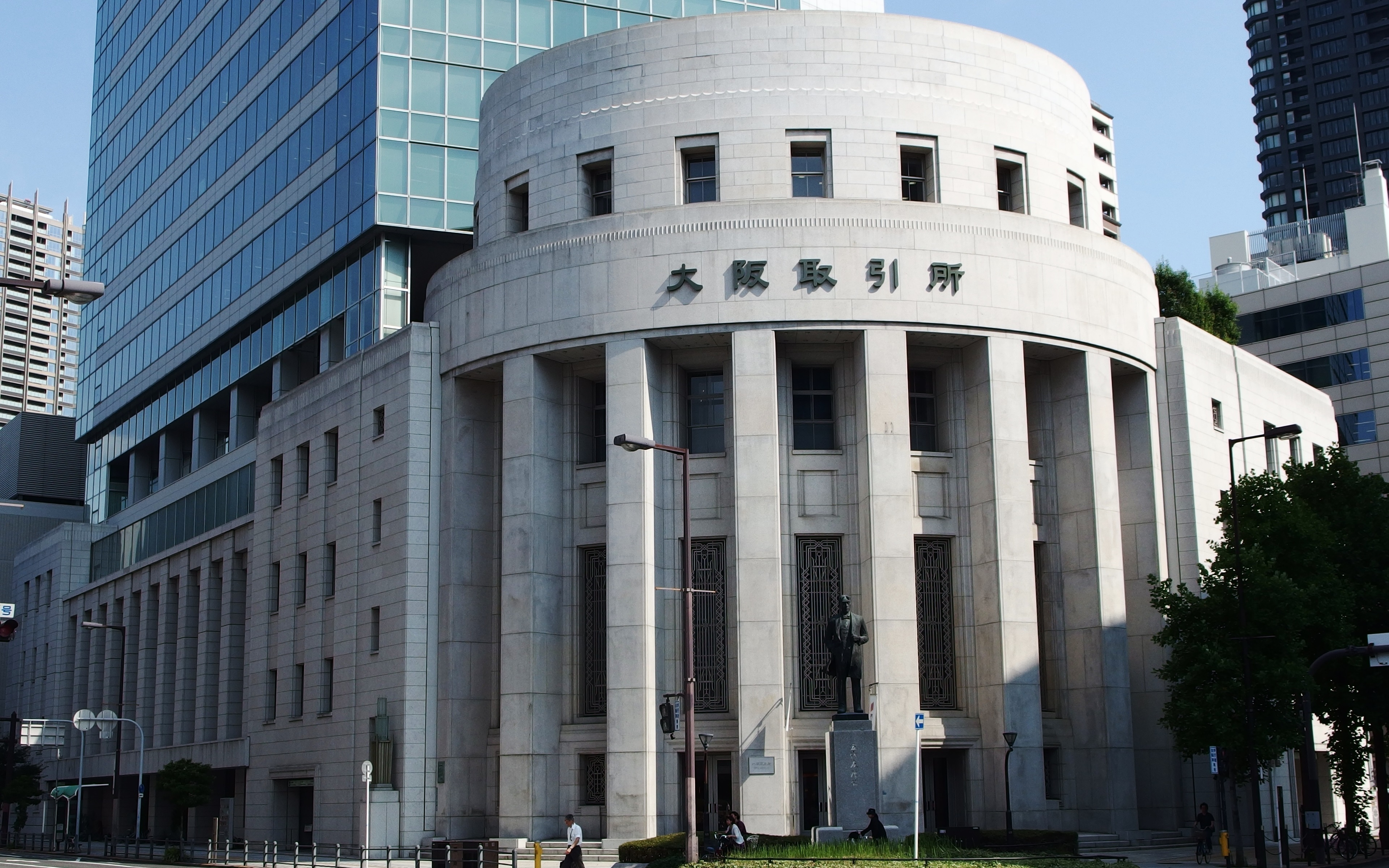
大阪取引所
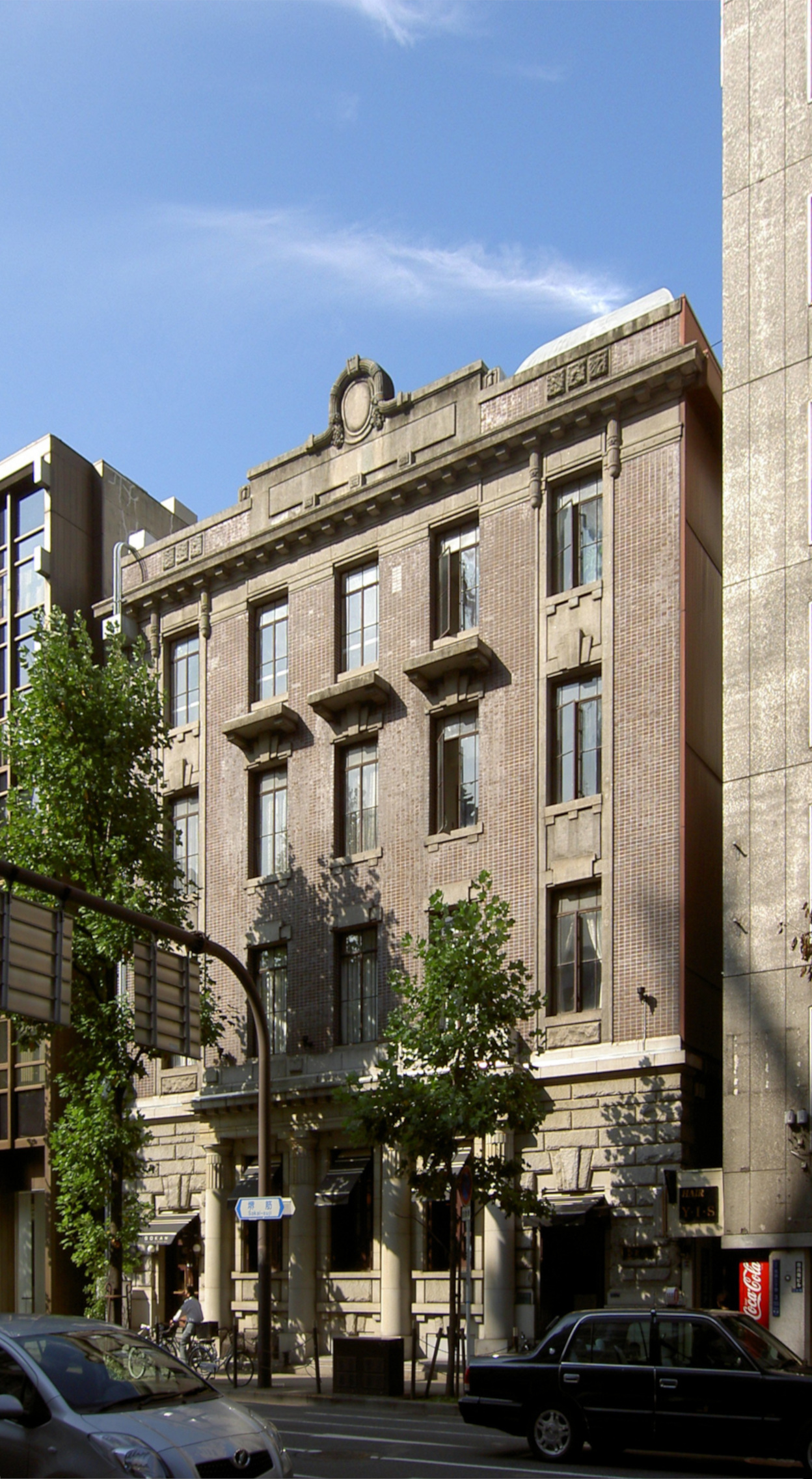
新井ビル（旧報徳銀行大阪支店）
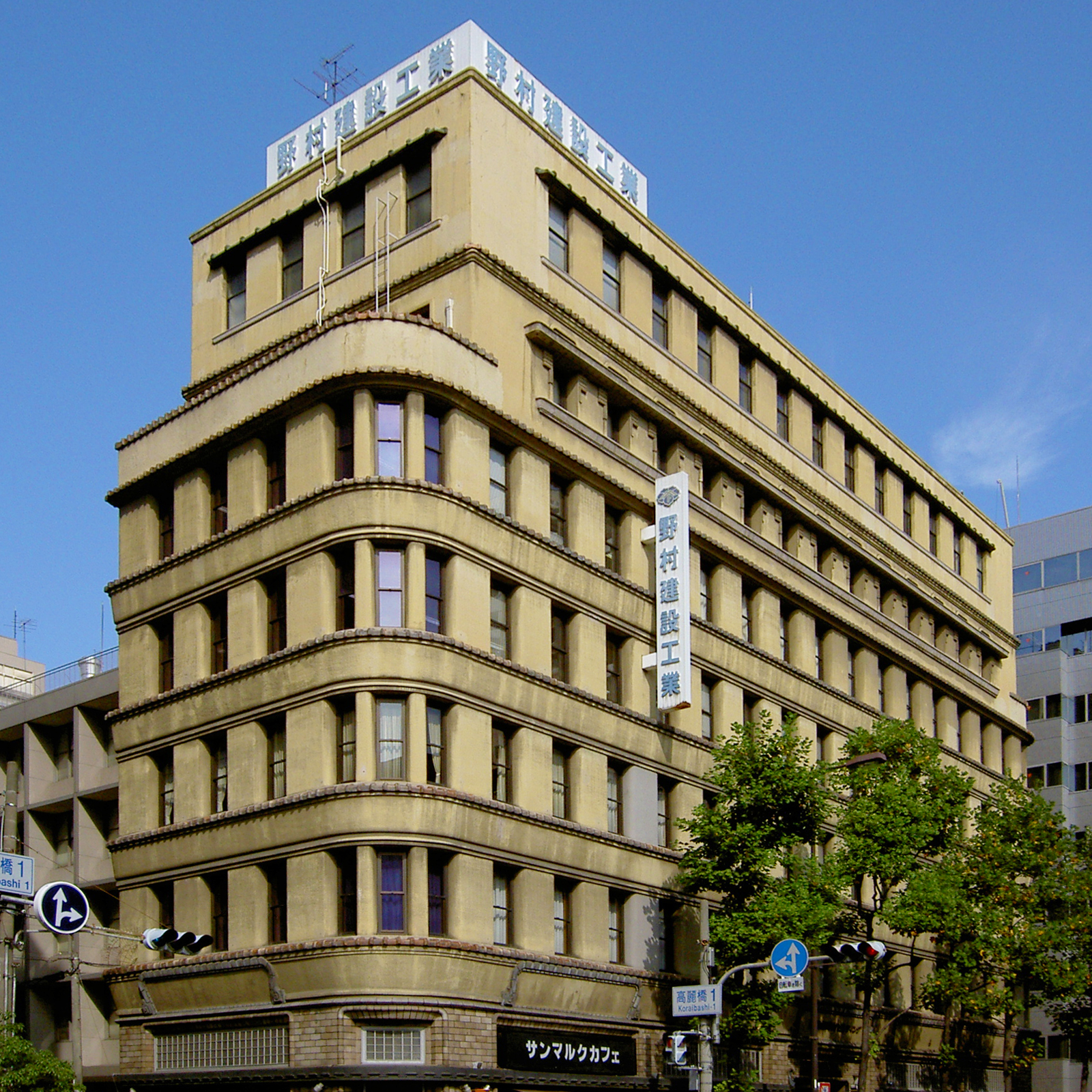
高麗橋野村ビルディング
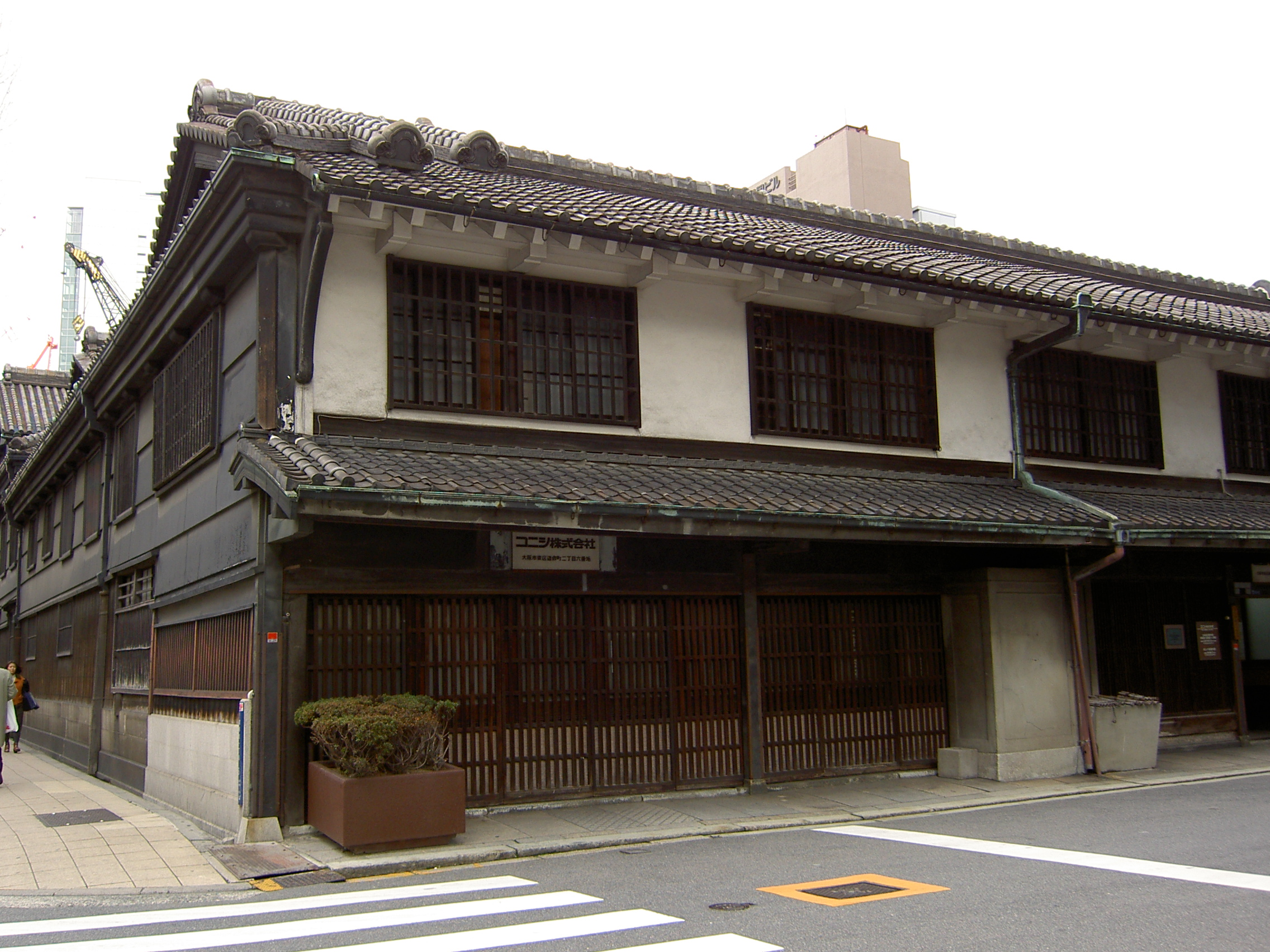
小西家住宅（旧小西儀助商店社屋）
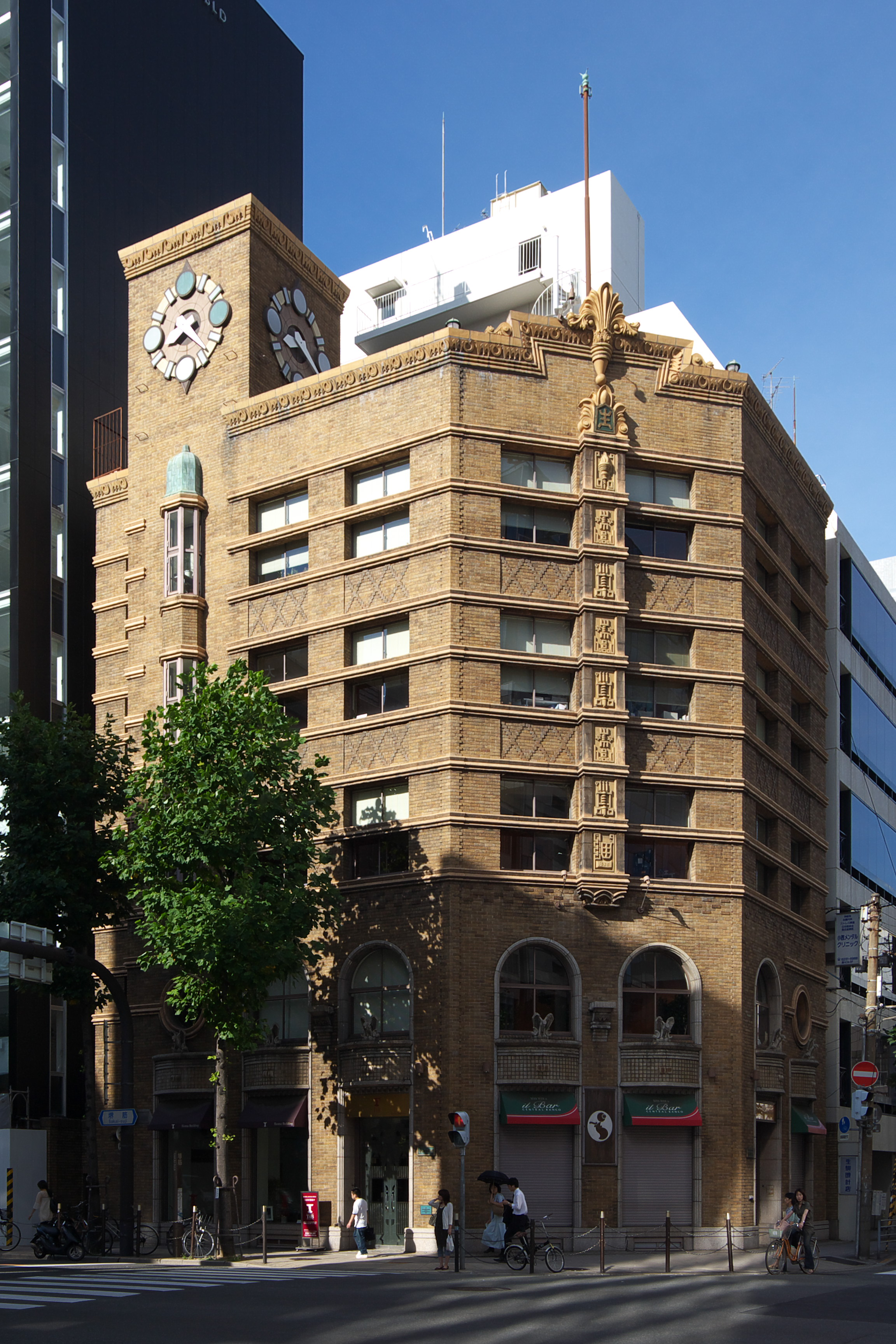
生駒ビルディング
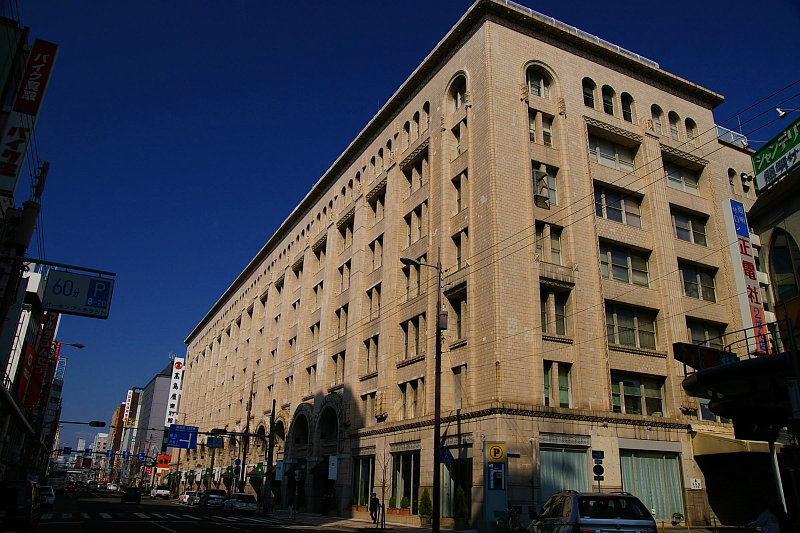
高島屋東別館（旧松坂屋大阪店）
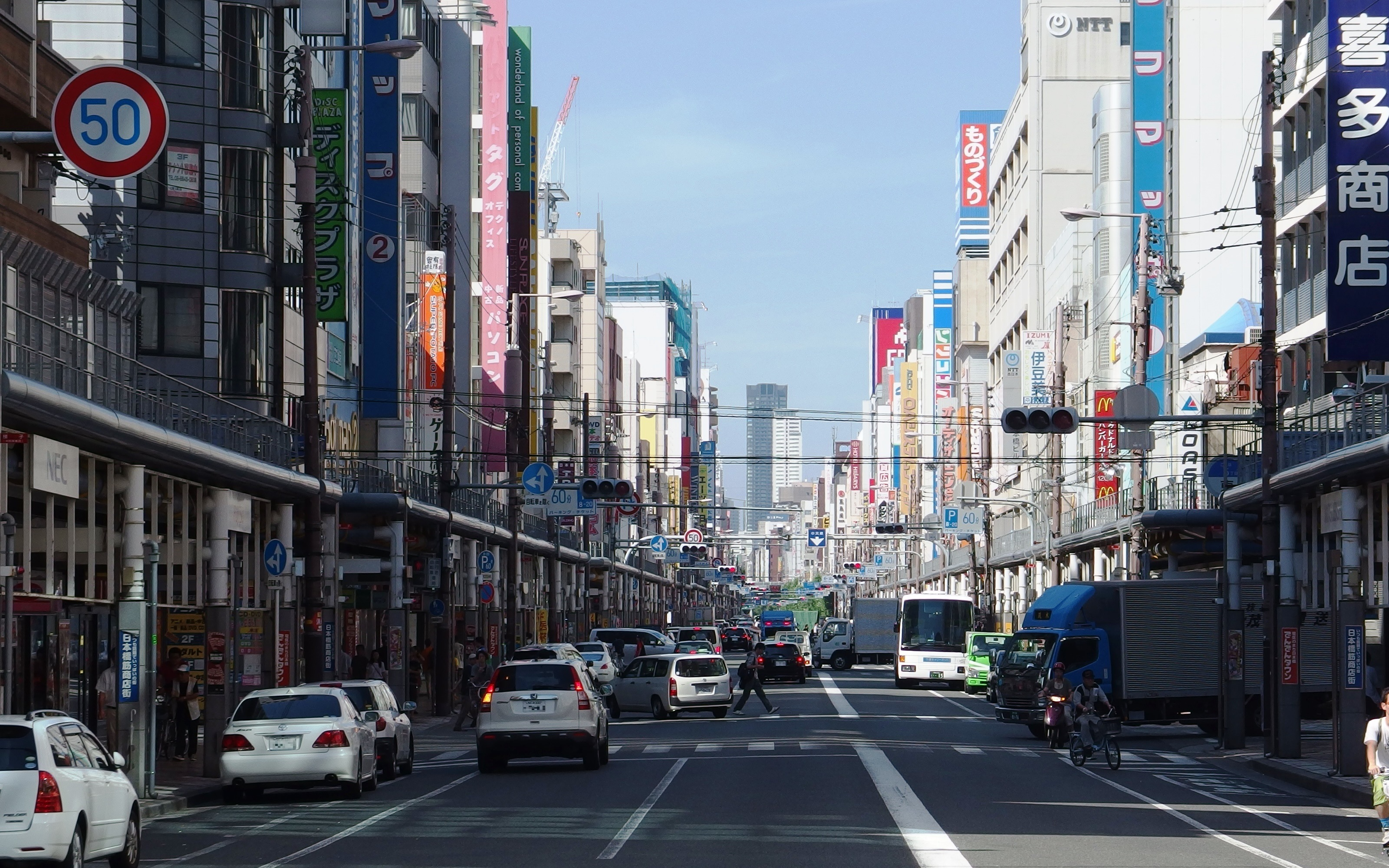
でんでんタウン
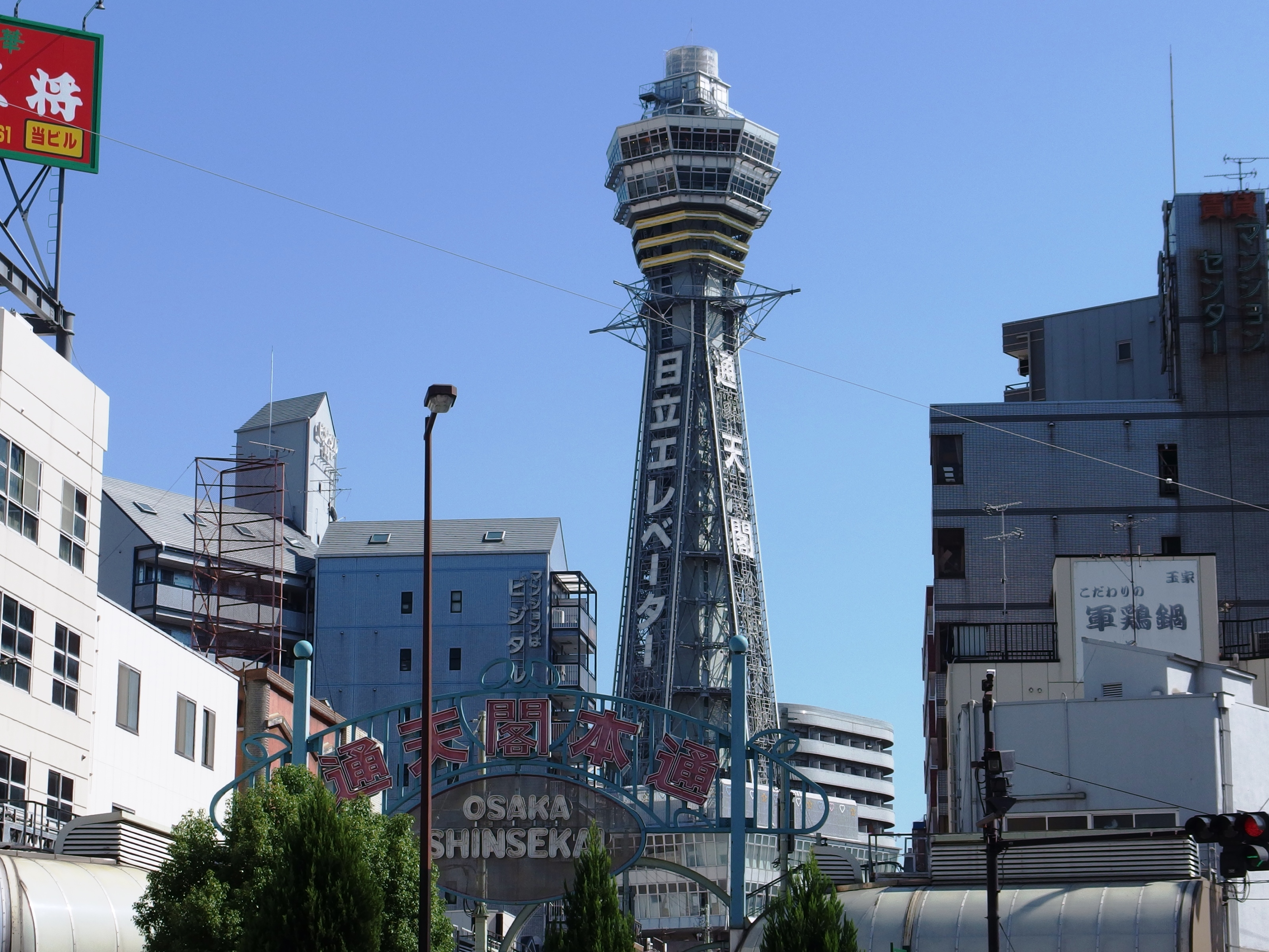
通天閣
  - 大阪市立東洋陶磁美術館
- なにわ橋駅 - 京阪中之島線
- 大阪市中央公会堂

中央区
- 北浜駅 - 京阪本線
- 大阪取引所
- The Kitahama
- 小西家住宅（旧小西儀助商店）
- 少彦名神社
  - くすりの道修町資料館
- 堺筋本町駅 - Osaka Metro中央線
- 船場センタービル３・４号館
- 南船場
- 長堀橋駅 - Osaka Metro長堀鶴見緑地線
  - クリスタ長堀
- 近鉄日本橋駅 - 近鉄難波線
- 日本橋駅 - Osaka Metro千日前線
  - なんばウォーク
- 黒門市場

浪速区
- 髙島屋東別館
- でんでんタウン
- 恵美須町駅 - 阪堺電気軌道阪堺線
- 新世界
  - 通天閣

西成区
- 飛田新地
- 今池停留場
- 今船停留場